# Place Tabéra
La place Tabéra ou mausolée Abdoulaye ISSA est un espace public situé dans la commune de Parakou dans le département du Borgou au nord du Bénin. Elle a été faite en l'honneur du jeune révolutionnaire Abdoulaye ISSA décédé le 1er avril 1977 des suites d'un accident de la circulation après une mission à Cotonou,,,,,.

## Histoire
Pendant la période révolutionnaire au Bénin, Abdoulaye Issa était un jeune qui à œuvré à la pacification du Bénin et également à l’implantation de l'idéologie marxiste-léniniste dans le pays. Cette place érigée en sa mémoire fait office aujourd'hui de place publique où se tiennent la plupart des grands évènements de la ville tels que les concerts, les foires, les festivals équestres et les tournois de pétanques,,,,.